# Dama de pică (film din 1960)
Dama de pică (titlul original: în rusă Пиковая дама, transliterat: Pikovaia dama) este un film de operă dramatic sovietic, realizat în 1960 de regizorul Roman Tihomirov, după opera omonimă a compozitorului Piotr Ilici Ceaikovski bazată
la rândul ei pe nuvela scriitorului Aleksandr Pușkin, protagoniști fiind actorii Oleg Strijenov, Olga Krasina, Elena Polevițkaia și Valentin Kulik. 

## Conținut
Acțiunea filmului, care se petrece în anul 1820, urmărește un bărbat pe nume Hermann, care tocmai s-a întors din serviciul militar, la Moscova. La început, este îndrăgostit de frumoasa tânără Liza, care este logodită cu o altă persoană, dar în curând Hermann, devine fatal obsedat de învățarea secretului unei combinații de cărți câștigătoare, de la bunica Lizei, contesa...

## Distribuție
- Oleg Strijenov – Hermann (cântat – Zurab Andjaparidze)
- Olga Krasina – Liza (cântat – Tamara Milașkina)
- Elena Polevițkaia – contesa (cântat – Sofia Preobrajeskaia)
- Valentin Kulik – Elețki (cântat – Evgheni Kibkalo)
- Vadim Medvedev – Tomski (cântat – Viktor Necipailo)
- Irina Gubanova-Gurzo – Polina (cântat – Larisa Abdeeva)
- A. Gustavson – prietenul lui Hermann (cântat – V. Volodin)
- I. Darialov (cântat – V. Kiriakov)
- Vladimir Kosarev (cântat – Mark Reșetin)
- Andrei Olevanov – prietenul lui Hermann (cântat —  Vitali Vlasov)
- Dmitri Radlov (cântat – Gheorghi Șulpin)
- Iuri Solovov (cântat – Leonid Maslov)
- Vladimir Țitta —  (cântat – Valeri Iaroslavțev)

## Lansare
A fost lansat în anul 1960 și a avut parte de succes comercial, fiind vizionat de 18,2 milioane de spectatori în cinematografele din Uniunea Sovietică.

## Premii
- Oleg Strijenov a primit Medalia de aur Pușkin și premiul Fondului muzical rus Irina Arhipova, „pentru realizarea strălucită a figurii lui Hermann în filmul Dama de pică”.